# Warin I
Warin I (c. 800 - 20 september 856) was vanaf 826 abt van de Abdij van Corvey.
Warin was de zoon van de Frankische graaf Egbert van Saksen, die de titel van hertog (dux) der Saksen droeg, en de heilige Ida van Herzfeld. Aanvankelijk was hij leerling aan de hofschool van keizer Karel de Grote te Aken. Hoewel hij van adellijke afkomst was en voorbestemd was voor een hoog ambt aan het Frankische hof koos Warin er voor om monnik te worden in het klooster Corbie aan de Somme. Hier volgde hij onderricht bij Radbertus Paschasius.
In 822 ging Warin over naar de nieuw opgerichte dochterabdij van Corbie: Corbeia Nova aan de Wezer (Abdij van Corvey). Hier was hij volgens de bronnen werkzaam als leraar. Op 26 april 826 werd hij verkozen tot abt van deze abdij. Zijn verkiezing tot abt werd in 833 erkend door keizer Lodewijk de Vrome. Tevens werd hij toen benoemd tot abt van de abdij te Rebais in het bisdom Meaux. Op deze wijze maakte keizer Lodewijk de Vrome de band tussen de Abdij van Corvey en haar moederabdij Corbie losser.
Warin van Corvey vervulde een belangrijke rol in de kerstening van Noordwest-Duitsland. In 834 vestigde hij een missiepost in Meppen en in 855 een in Visbek. Zijn leraar Paschasius droeg aan hem het werk De corpore et sanguine Domini (over het lichaam en bloed van de Heer) op en stuurde hem ook zijn werk De fide, spe et caritate (over geloof, hoop en barmhartigheid).
In 836 schonk abt Hilduin van Saint-Denis het lichaam van Sint-Vitus aan de Abdij van Corvey. Deze relikwie werd door Warin in een plechtige processie overgebracht naar zijn abdij.